# Paul Arizin
Paul Joseph Arizin (ur. 9 kwietnia 1928 w Filadelfii, zm. 12 grudnia 2006 w Springfield) – amerykański koszykarz, występujący na pozycji niskiego skrzydłowego, mistrz NBA (1956), członek Koszykarskiej Galerii Sław.
Studiował na Villanova University, gdzie grał w drużynie uczelnianej Villanova Wildcats. Do NBA został wybrany w drafcie 1950 przez Philadelphia Warriors. W organizacji tej spędził całą karierę w NBA (1950-1952, 1954-1962). W 1952 trafił do armii i służył w marines w Korei. Do ligi wrócił w 1954. W 1956 poprowadził swój zespół do mistrzostwa. Dwukrotnie był królem strzelców NBA (1952 jako drugoroczniak, 1957). Jego firmowym zagraniem był rzut z wyskoku.
W sezonie 1955/1956 zajął drugie miejsce w głosowaniu na MVP fazy zasadniczej.
Dziesięciokrotnie brał udział w NBA All-Star Game, a w 1952 roku został wybrany MVP spotkania gwiazd.  W 1996 znalazł się wśród 50 najlepszych zawodników w historii NBA.

## Osiągnięcia

### NCAA
- Zawodnik Roku Sporting News (1950)[6]
- Zawodnik Roku Helms Foundation (1950)[7]
- Wybrany do:
  - I składu All-American (1950)[8]
  - Akademickiej Galerii Sław Koszykówki (2006)[9]
- Lider strzelców NCAA Division I (1950)

### NBA
- Mistrz NBA (1956)[1]
- 10-krotny uczestnik meczu gwiazd NBA (1951–1952, 1955–1962)[4]
- MVP meczu gwiazd NBA (1952)[10]
- Wybrany do:
  - I składu NBA (1952, 1956–1957)[11]
  - II składu NBA (1959)[11]
- dwukrotny lider strzelców NBA (1952, 1957)[12]
- Lider:
  - NBA w skuteczności rzutów z gry (1952)[13]
  - play-off w:
    - średniej zdobytych punktów (1956)[14]
    - liczbie celnych rzutów wolnych (1956)[15]
- 3-krotnie zaliczany do grona najlepszych zawodników w historii NBA przy okazji obchodów rocznicowych:
  - 25-lecia istnienia - NBA 25th Anniversary Team
  - 50-lecia istnienia - NBA’s 50th Anniversary All-Time Team[5]
  - 75-lecia istnienia - NBA 75th Anniversary Team (2021)[16]
- Członek Koszykarskiej Galerii Sław (Naismith Memorial Basketball Hall Of Fame - 1978)[2]

### EPBL
- MVP EPBL (1963)